# Gyalshing (Distrikt)

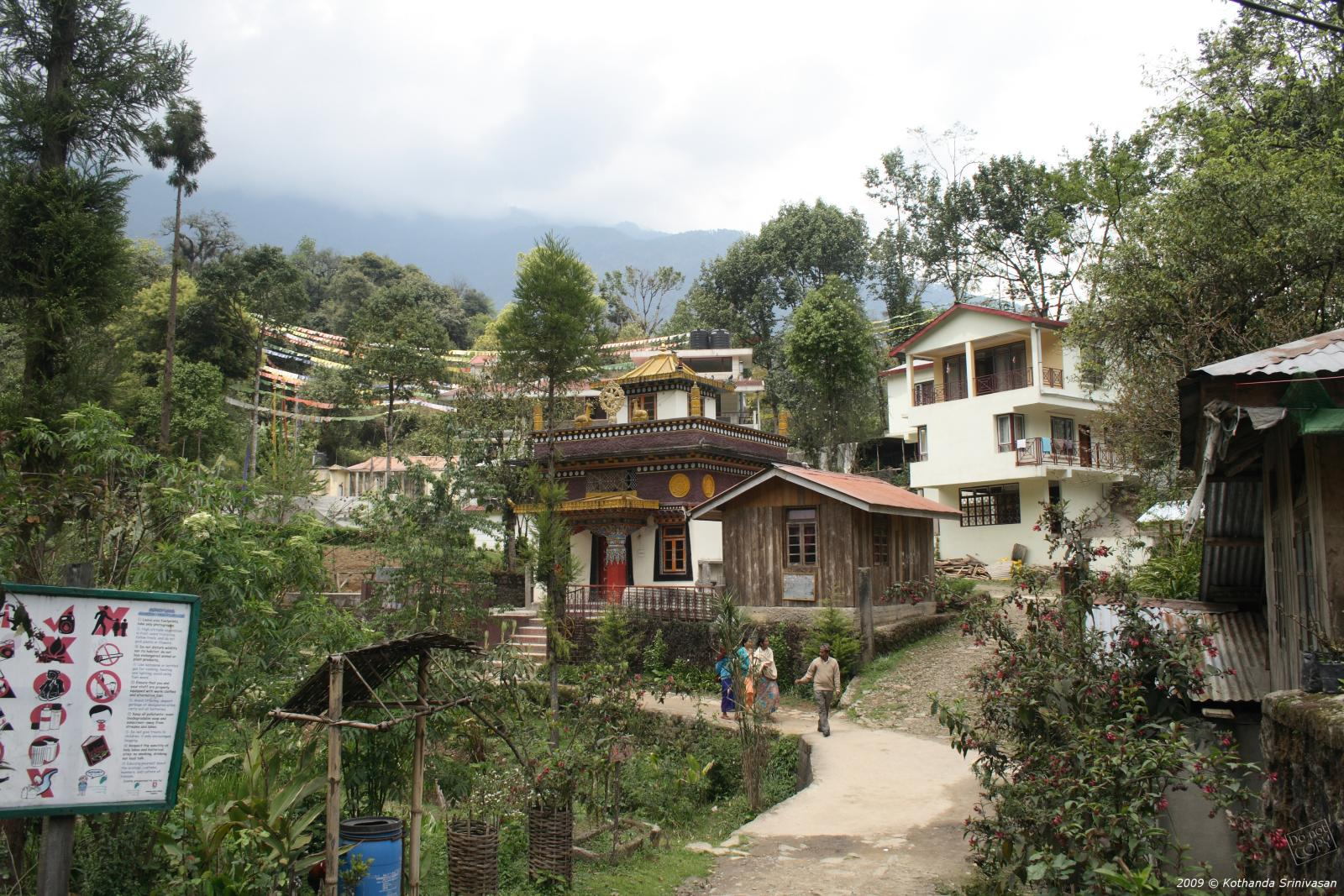
Das Dorf Khecheolpalri

Der Distrikt Gyalshing (Nepali पश्चिम सिक्किम जिल्ला) ist ein Distrikt im indischen Bundesstaat Sikkim. Sitz der Distriktverwaltung ist Gyalshing (manchmal auch Geyzing genannt). 2021 wurde vom alten Distrikt West Sikkim der Distrikt Soreng abgetrennt und der verbleibende Teil in Gyalshing umbenannt.

## Geografie
Der Distrikt West Sikkim erstreckte sich über den Südwesten des Bundesstaats Sikkim. Die Fläche beträgt 1166 km².
Der Distrikt grenzte im Westen an Nepal, im Norden an North Sikkim, im Osten an South Sikkim sowie im Süden an den Distrikt Darjeeling (Bundesstaat Westbengalen). Das Gebiet umfasst das Bergland südlich des Hochhimalaya. Im Norden bildet der Bergkamm zwischen Kabru und Pandim die Grenze zum Nachbardistrikt North Sikkim. Das Flusstal des Rangit verläuft entlang der östlichen Distriktgrenze.
Im Norden des Distrikts liegt der Kangchendzönga-Nationalpark.

## Bevölkerung
Nach der Volkszählung 2011 hatte der Distrikt West Sikkim 136.435 Einwohner. Bei 117 Einwohnern pro Quadratkilometer ist der Distrikt dicht besiedelt. Der Distrikt ist überwiegend ländlich geprägt. Von den 136.435 Bewohnern wohnten 131.187 Personen (96,15 %) auf dem Land und 5.248 Menschen in städtischen Gemeinden.
Der Distrikt West Sikkim gehörte zu den Gebieten Indiens, die stark von Angehörigen der „Stammesbevölkerung“ (scheduled tribes) besiedelt sind. Zu ihnen gehörten (2011) 57.817 Personen (42,38 Prozent der Distriktsbevölkerung). Zu den Dalit (scheduled castes) gehörten 2011 5.935 Menschen (4,35 Prozent der Distriktsbevölkerung).

### Bevölkerungsentwicklung
Wie überall in Indien wuchs die Einwohnerzahl im Distrikt West Sikkim seit Jahrzehnten stark an. Die Zunahme betrug in den Jahren 2001–2011 fast 11 Prozent (10,69 %). In diesen zehn Jahren nahm die Bevölkerung um über 13.000 Menschen zu. Die Entwicklung verdeutlicht folgende Tabelle:

### Bedeutende Orte
Im Distrikt gibt es keine Orte mit mehr als 10000 Einwohnern. Statistisch gesehen gelten allerdings die zwei Siedlungen Gyalshing und Nayabazar auch als Städte (notified towns).

### Bevölkerung des Distrikts nach Geschlecht
Der Distrikt hatte – für Indien üblich – stets mehr männliche als weibliche Einwohner. Doch in den letzten Jahren sinkt der Männerüberschuss wieder. Bei den jüngsten Bewohnern (unter 7 Jahren) liegen die Anteile bei 50,91 % männlichen zu 49,09 % weiblichen Geschlechts.
| Verteilung der Bevölkerung nach Geschlecht im Distrikt West Sikkim |                   |                   |                   |                   |                   |                   |                   |                   |                   |                   |
|                                                                    | Volkszählung 1971 | Volkszählung 1971 | Volkszählung 1981 | Volkszählung 1981 | Volkszählung 1991 | Volkszählung 1991 | Volkszählung 2001 | Volkszählung 2001 | Volkszählung 2011 | Volkszählung 2011 |
| Anzahl                                                             | Anteil            | Anzahl            | Anteil            | Anzahl            | Anteil            | Anzahl            | Anteil            | Anzahl            | Anteil            |                   |
| GESAMT                                                             | 58.023            | 100 %             | 75.192            | 100 %             | 98.161            | 100 %             | 123.256           | 100 %             | 136.435           | 100 %             |
| Männer                                                             | 29.961            | 51,64 %           | 39.444            | 52,46 %           | 51.246            | 52,21 %           | 63.912            | 51,85 %           | 70.238            | 51,48 %           |
| Frauen                                                             | 28.062            | 48,36 %           | 35.748            | 47,54 %           | 46.915            | 47,79 %           | 59.344            | 48,15 %           | 66.197            | 48,52 %           |

### Bevölkerung des Distrikts nach Sprachen
Die Bevölkerung des Distrikts West Sikkim ist sprachlich gemischt. Eine knappe Mehrheit spricht Nepali. Den zwei stärksten Sprachgruppen Nepali und Limbu gehörten über 76 Prozent der Einwohnerschaft an. In der Sub-Division Gyalshing sprachen 37.162 Personen (51,85 Prozent der Bewohner) Nepali, 15.859 Personen (22,13 Prozent der Bewohner) Limbu, 6.218 Personen (8,68 Prozent der Bewohner) Lepcha, 5.056 Personen (7,05 Prozent der Bewohner) Bhotia, 1.926 Personen (2,69 Prozent der Bewohner) Sherpa, 1.107 Personen (1,54 Prozent der Bewohner) Rai und 1.063 Personen (1,48 Prozent der Bewohner) Hindi. In der Sub-Division Soreng sprachen 42.160 Personen (65,10 Prozent der Bewohner) Nepali, 9.027 Personen (13,94 Prozent der Bewohner) Limbu, 2.246 Personen (3,00 Prozent der Bewohner) Sherpa, 2.193 Personen (2,93 Prozent der Bewohner) Tamang, 1.695 Personen (2,27 Prozent der Bewohner) Bhotia und 1.156 Personen (1,55 Prozent der Bewohner) Rai. Die am weitesten verbreiteten Sprachen zeigt die folgende Tabelle:
| Jahr                                   | Nepali | Nepali | Limbu  | Limbu | Lepcha | Lepcha | Bhotia | Bhotia | Sherpa | Sherpa | Tamang | Tamang | Rai   | Rai  | Hindi | Hindi | Bhojpuri | Bhojpuri | Gesamt  | Gesamt   |
| Jahr                                   | Zahl   | %      | Zahl   | %     | Zahl   | %      | Zahl   | %      | Zahl   | %      | Zahl   | %      | Zahl  | %    | Zahl  | %     | Zahl     | %        | Zahl    | %        |
| -------------------------------------- | ------ | ------ | ------ | ----- | ------ | ------ | ------ | ------ | ------ | ------ | ------ | ------ | ----- | ---- | ----- | ----- | -------- | -------- | ------- | -------- |
| 2011                                   | 79.322 | 58,14  | 24.886 | 18,24 | 9.490  | 6,96   | 6.751  | 4,95   | 4.172  | 3,06   | 2.782  | 2,03   | 2.263 | 1,66 | 2.001 | 1,47  | 992      | 0,73     | 136.435 | 100,00 % |
| Quelle: Ergebnis der Volkszählung 2011 |        |        |        |       |        |        |        |        |        |        |        |        |       |      |       |       |          |          |         |          |

### Bevölkerung des Distrikts nach Bekenntnissen
Eine knappe Mehrheit der Bewohner waren Hindus (Hindi, Mehrheit bei den Limbu und Nepali). Buddhisten (Bhotia, Mehrheiten bei den Lepcha und Tamang), Christen (Minderheiten bei den Bhotia, Lepcha, Limbu und Tamang) und Anhänger traditioneller Religionen (vorwiegend Limbu; Anhänger der Religion Yumasam) waren bedeutende religiöse Minderheiten. Eine kleinere religiöse Minderheit waren die Muslime. Die genaue religiöse Zusammensetzung der Bevölkerung zeigt folgende Tabelle:
| Jahr                                   | Buddhisten | Buddhisten | Christen | Christen | Hindus | Hindus | Jainas | Jainas | Muslime | Muslime | Sikhs | Sikhs | Andere | Andere | keine Angaben | keine Angaben | Gesamt  | Gesamt   |
| Jahr                                   | Zahl       | %          | Zahl     | %        | Zahl   | %      | Zahl   | %      | Zahl    | %       | Zahl  | %     | Zahl   | %      | Zahl          | %             | Zahl    | %        |
| -------------------------------------- | ---------- | ---------- | -------- | -------- | ------ | ------ | ------ | ------ | ------- | ------- | ----- | ----- | ------ | ------ | ------------- | ------------- | ------- | -------- |
| 2011                                   | 36.390     | 26,67      | 13.002   | 9,53     | 75.286 | 55,18  | 20     | 0,01   | 965     | 0,71    | 40    | 0,03  | 10.477 | 7,68   | 255           | 0,19          | 136.435 | 100,00 % |
| Quelle: Ergebnis der Volkszählung 2011 |            |            |          |          |        |        |        |        |         |         |       |       |        |        |               |               |         |          |

## Bildung
Dank bedeutender Anstrengungen ist die Alphabetisierung in den letzten Jahrzehnten stark gestiegen. Im städtischen Bereich können fast 90 Prozent der Einwohnerschaft lesen und schreiben. Auf dem Land können immerhin mehr als drei von vier Personen lesen und schreiben. Typisch für indische Verhältnisse sind die starken Unterschiede zwischen den Geschlechtern und der Stadt-/Landbevölkerung.
| Alphabetisierung im Distrikt West Sikkim |                   |                   |
| Einheit                                  | Volkszählung 2011 | Volkszählung 2011 |
| Einheit                                  | Anzahl            | Anteil            |
| GESAMT                                   | 93.432            | 77,39 %           |
| Männer                                   | 51.988            | 83,53 %           |
| Frauen                                   | 41.444            | 70,86 %           |
| STADT GESAMT                             | 4.207             | 89,34 %           |
| Stadt-Männer                             | 2.277             | 93,47 %           |
| Stadt-Frauen                             | 1.930             | 84,91 %           |
| LAND GESAMT                              | 89.225            | 76,90 %           |
| Land-Männer                              | 49.711            | 83,12 %           |
| Land-Frauen                              | 39.514            | 70,29 %           |
| Quelle: Ergebnis der Volkszählung 2011   |                   |                   |

## Verwaltungsgliederung
Der Distrikt war bei der letzten Volkszählung 2011 in zwei Sub-Divisions aufgeteilt. Nämlich in Gyalshing und Soreng.
| Bevölkerung in den Sub-Divisions |           |           |        |         |
|                                  | Gyalshing | Gyalshing | Soreng | Soreng  |
| Anzahl                           | Anteil    | Anzahl    | Anteil |         |
| GESAMT                           | 71.675    | 100 %     | 64.760 | 100 %   |
| Männer                           | 37.177    | 51,87 %   | 33.061 | 51,05 % |
| Frauen                           | 34.498    | 48,13 %   | 31.699 | 48,95 % |
| Stadt                            | 4.013     | 5,60 %    | 1.235  | 1,91 %  |
| Land                             | 67.662    | 94,40 %   | 63.525 | 98,09 % |